# Bonelliopsis alaskana
Bonelliopsis alaskana is een lepelworm uit de familie Bonelliidae.
De wetenschappelijke naam van de soort werd in 1946 gepubliceerd door Walter Kenrick Fisher, tegelijk met de naam van het geslacht.